# Kildebeskyttelse
 Denne artikel omhandler overvejende eller alene danske forhold. Hjælp gerne med at gøre artiklen mere almen.
Kildebeskyttelse er kravene om samt de tiltag der iværksættes for at beskytte identiteten, placeringen og aktiviteterne fra en kilde. Kildebeskyttelse er vigtig i forbindelse med håndteringen af efterretningskilder og i journalistik.
Kilder som journalister benytter kan sædvanligvis regne med journalistens fortrolighed, således at nogle oplysninger kan gives "til baggrund" og bruges "uden for citat". 
Det vil sige at journalisten enten kun benytter oplysningerne indirekte eller ved ikke at nævne kilden, for eksempel ved brug af fraserne "anonym kilde" eller "fra sædvanligvis velunderrettet kilde".
Kildebeskyttelse er normalt ikke en tavshedspligt.
Journalisten kan selv vælge om han vil bryde kildebeskyttelsen uden at det vil få retslige konsekvenser.
I Danmark i Retsplejeloven er der bestemmelser (paragraf 172) der kan fritage journalister fra at vidne i retssager.
Siden 1916 har redaktør og redaktionssekretær været beskyttet.
Men ved en kontroversiel sag i 1986 mod Kurt Madsen fra Radio Århus fastslog Vestre Landsret og Højesteret at paragraf 172 ikke kunne beskytte i forbindelse med radio- og fjernsynsvirksomhed.
Efter denne sag blev der stillet forslag til ændring af loven.
Nu har "redaktører og redaktionelle medarbejdere ved et radio- eller fjernsynsforetagende" ikke pligt til at afgive vidneforklaring i kildebeskyttelsessager.
I 2011 tog Højesteret stilling i den såkaldte "lækagesag" hvor anklageren ønskede at en nyhedschef og en journalist fra TV 2 skulle afgive forklaring om hvem der havde lækket fortrolige oplysninger fra Forsvaret.
Højesteret fandt at journalisterne ikke havde vidnepligt, således at de bevarede deres kildebeskyttelse.

## Enkelt-sager i Danmark
I 2010 valgte journalisten Kurt Lassen at citere Danmarks Radios generaldirektør Kenneth Plummer på trods af at Plummer havde givet oplysninger "til baggrund". 
Sagen førte til Plummers afgang og en del kritik af Kurt Lassen.
I en portrætbog om Tøger Seidenfaden udgivet i 2011 blev kildebeskyttelsen brudt da Seidenfaden fortalte at en kilde til Weekendavisens artikler om Tamilsagen tilbage i 1990 var Folketingets ombudsmand Hans Gammeltoft-Hansen. Seidenfaden blev i den forbindelse kritiseret for ikke at beskytte sin kilde,
og en advokat foreslog at gøre det strafbart og erstatningspligtigt hvis en journalist brød kildebeskyttelsen.
Ekstra Bladet brød kildebeskyttelsen i december 2011 da de skrev at deres journalist Jan Kjærgaard havde forhandlet med Skatteministeriets spindoktor om lækagen i Helle Thorning-Schmidts skattesag.
Dette brud blev både rost og kritiseret.

## Henvisning
1. ↑  Retsplejeloven – Bekendtgørelse af lov om rettens pleje – retsinformation.dk
2. ↑  "Forslag til Lov om ændring af lov om rettens pleje (Vidnepligt for journalister m.fl.)". retsinformation.dk. Hentet 30. oktober 2010.
3. ↑  Retsplejeloven
4. ↑  "lækagesagen". 8. februar 2011. Arkiveret fra originalen 10. november 2012. Hentet 7. december 2011.
5. ↑  Lisbet Larsen (29. oktober 2010). "Kommentar: Lassen bør gå i fængsel". berlingske.dk.
6. ↑  Morten Skjoldager, Torben Benner, Mette Østergaard og Jakob Elkjær (11. juni 2011). "Åbenmundet ombudsmand satte gang tamilsagen". Politiken.{{cite news}}:  CS1-vedligeholdelse: Flere navne: authors list (link)
7. ↑  Michael Bjørn Hansen (28. juni 2011). "Advokat: Gør det strafbart for journalister at røbe kilder". Politiken.
8. ↑  Øjvind Hesselager (5. december 2011). "Uenighed om kildebeskyttelse i Thornings skattesag". Journalisten. Arkiveret fra originalen 13. februar 2012. Hentet 7. december 2011.